# U 481
U 481 war ein deutsches U-Boot vom Typ VII C, ein sogenanntes „Atlantikboot“. Es wurde von der deutschen Kriegsmarine im U-Boot-Krieg des Zweiten Weltkriegs in der Ostsee und im Nordatlantik eingesetzt.

## Technische Daten
Die Deutschen Werke in Kiel fertigten unter Umgehung internationaler Verträge bereits seit 1935 U-Boote für die Reichsmarine unter Geheimhaltung in getarnten Montagehallen. Unmittelbar nach Kriegsbeginn wurde die Werft durch die Kriegsmarine in das U-Bootbauprogramm miteinbezogen. Vorgesehen war die jährliche Auslieferung von zwölf Booten des Typs VII C. Ein U-Boot dieser Klasse war 67,1 m lang und 6,2 m breit. Zwei Dieselmotoren ermöglichten eine Höchstgeschwindigkeit von 17 kn bei Überwasserfahrt, das entspricht 31,5 km/h. Zwei Elektromotoren mit je 375 PS Leistung gewährleisteten unter Wasser eine Geschwindigkeit von 7,6 kn, das entspricht 14 km/h.
Am Turm trug U 481, wie viele deutsche U-Boote seiner Zeit, bootsspezifische Symbole. Es handelte sich einerseits um eine Darstellung Josef Stalins, dem ein Seeoffizier mit einem Hammer auf den Kopf schlägt, andererseits um einen Hammer vor einem Amboss.

## Einsatz und Geschichte
Das Boot wurde am 10. November 1943 durch Oberleutnant zur See d.R. Ewald Pick in Dienst gestellt. Er befehligte das Boot bis Ende Februar 1944. Am 29. Februar übernahm Oberleutnant zur See Klaus Andersen das Kommando. U 481 gehörte in dieser Zeit als Ausbildungsboot zur 5. U-Flottille und war in Kiel stationiert. Am 1. August wurde das Boot der 8. U-Flottille als Frontboot zugeteilt. Am 19. Juni lief Kommandant Andersen zu seiner ersten Feindfahrt mit diesem Boot aus. 

### In der Ostsee
U 481 lief auf dieser Unternehmung im Laufe von fast drei Monaten mehrere Ostseehäfen an, darunter Reval, Königsberg und schließlich Danzig, wo das Boot am 26. Oktober 1944 einlief. Kommandant Andersen hatte auf dieser Feindfahrt zunächst mehrere kleine Militärfahrzeuge angegriffen.
- 30. Juli 1944  zwei sowjetische Minenräumboote (52 t) versenkt

Im Oktober griff Andersen einige Segelschiffe an, die er durch Artilleriebeschuss und durch Rammstoß versenken ließ.
- 15. Oktober 1944 drei finnische Segler Endla, Dan und Maria durch Artillerie versenkt

Das Boot traf am 16. Oktober 1944 in Danzig ein, dem Stützpunkt der 8. U-Flottille. Von hier aus lief Andersen mit U 481 am 2. November zu einer weiteren Unternehmung aus, bei der das Boot unter anderem im Finnischen Meerbusen patrouillierte. Andersen griff auf dieser Feindfahrt weitere kleine sowjetische Kriegsschiffe an.
- 19. November 1944 sowjetischer Leichter mit Torpedo und Artilleriebeschuss versenkt
- 27. November 1944 sowjetischer Minenräumer (108 t) mit Torpedo versenkt

Einen Tag später meldete er zudem, einen finnischen Minenleger versenkt zu haben.
- 28. November 1944 finnischer Minenleger mit Torpedo versenkt

U 481 kehrte am 22. Dezember nach Danzig zurück.

### Im Eismeer
Von Danzig aus verlegte das Boot gegen Jahresende nach Königsberg, dann nach Kiel und schließlich nach Horten. Von hier aus lief U 481 am 7. April zu seiner letzten Unternehmung aus. Wieder versenkte Andersen ein kleines sowjetisches Kriegsschiff.
- 19. April 1945 sowjetisches U-Bootjagdschiff mit Torpedo versenkt

Zudem griff er erfolglos zwei sowjetische Zerstörer an. Ende April 1945 verließ der stark gesicherte alliierte Geleitzug RA 66 mit Kurs Schottland die Kola-Bucht. Hier hatten sich mehrere deutsche U-Boote, auch U 481, zu einem Suchstreifen positioniert, um den erwarteten Nordmeergeleitzug aufzuspüren und anzugreifen. Am 29. April wurden vom getaucht fahrenden U-Boot aus Schraubengeräusche wahrgenommen, die nach Kommandant Andersens Ansicht von einem Zerstörer stammten. Er entschloss sich, das gegnerische Schiff auf kürzester Entfernung passieren zu lassen und dabei mit einem Hecktorpedo anzugreifen, um die Torpedos in den Bugtorpedorohren für den Angriff auf den Geleitzug aufzusparen. Während Andersen den gegnerischen Zerstörer durchs Sehrohr beobachtete, fiel ihm auf, dass dessen Besatzung den Wasserbombenwerfer am Heck bemannte, woraus er schloss, dass U 481 entdeckt worden war. U 481 tauchte und konnte der anschließenden Wasserbombenverfolgung entkommen. Beim Abtauchen wurde das Boot durch Wasserbombentreffer beschädigt und sank rasch ab, bis es in einer Tiefe von 220 Metern durch Grundberührung gestoppt wurde. Weitere Wasserbomben, die weit über U 481 detonierten, richteten keine zusätzlichen Schäden an und eine Viertelstunde später brachen die Geleitschiffe von RA 66 den Angriff ab. Die Begutachtung der Schäden ergab, dass die Tauchzellen und die Motoren funktionsuntüchtig waren – letztere konnten nach mehreren Stunden allerdings wieder betriebsbereit gemacht werden, so dass U 481 "dynamisch", d. h. rein durch Antrieb in Verbindung mit Gewichtsminderung, auftauchen konnte. Bei der Begutachtung der Schäden an Oberdeck fiel auf, dass U 481 eine deutliche Ölspur zurückließ – wahrscheinlich hatten die Verfolger das austretende Öl als sicheres Anzeichen einer Versenkung interpretiert.

## Verbleib
Beim Angriff auf den stark gesicherten Nordmeergeleitzug RA 66 war U 427, das sich auf seiner ersten Unternehmung befand, so stark beschädigt worden, dass es ebenfalls nicht mehr tauchfähig war. Gemeinsam mit U 968 geleitete U 481 daher das beschädigte Boot nach Harstad in Norwegen. Dort trafen die Boote am 3. Mai ein.
Kommandant Andersen ließ bereits nach drei Stunden wieder ablegen. Einen Tag später lief U 481 in den Hafen von Narvik ein.
Nach Kriegsende wurde das Boot zunächst nach Loch Eriboll, dann zum Hafen von Londonderry verbracht und schließlich an der schottischen Westküste interniert. Am 28. November 1945 wurde U 481 im Rahmen der Operation Deadlight durch Artilleriebeschuss versenkt.